# Erlhammer
Der Weiler Erlhammer ist ein Gemeindeteil von Reuth bei Erbendorf im Landkreis Tirschenreuth in der Oberpfalz.

## Lage
Erlhammer liegt am linken, östlichen Ufer des Heinbachs, gegenüber des Krummennaaber Ortsteils Thumsenreuth am anderen Flussufer. Vom Hauptort der Gemeinde Reuth ist es einen knappen Kilometer in nördlicher Richtung entfernt.

## Geschichte
Im 14. Jahrhundert gründeten die im nahegelegenen Schloss Reuth ansässigen Trautenberger hier einen Eisenhammer, ursprünglich „Hammer an der Erlach“ genannt. Zunächst wurde dieser in eigener Regie betrieben, im Jahr 1415 aber verkauft und in der Folge durch verschiedene wechselnde Besitzer betrieben.
1614 wurde eine Getreidemühle in Betrieb genommen, die aber nach einem Einspruch des Thumsenreuther Gutsherrn nur für den Eigenbedarf genutzt werden durfte. 1750 errichtete man eine Ölmühle zur Gewinnung von Leinöl.
Der Hammermeister Pauer baute im Jahr 1830 den Zainhammer, etwa 1,4 Kilometer nördlich des Erlhammers ebenfalls am Heinbach gelegen, als weiteres Hammerwerk.
In einem rückblickend betrachtet für ihn ungünstigen Tauschhandel verzichtete der letzte Besitzer des Werkes, Josef Anton Bauer, gegenüber dem Reuther Gutsherrn auf alle Forstrechte und erkaufte sich dafür den Wegfall seiner Abgaben an die Grundherrschaft. Dadurch hatte er sich eines wichtigen Rohstoffs beraubt. In der Folge geriet der Erlhammer in wirtschaftliche Schieflage und 1864 wurde auf Antrag der Bayerischen Hypotheken- und Wechsel-Bank eine Zwangsvollstreckung betrieben und die Vermögenswerte des Werks an unterschiedliche Erwerber veräußert. Der neue Besitzer des Werksgebäudes errichtete in den Räumlichkeiten ein Sägewerk, das bis ins 20. Jahrhundert in Betrieb war. Inzwischen wird das Anwesen als Reitstall genutzt.

## Persönlichkeiten
Karl Josef von Bauer (1845–1912), deutscher Mediziner, ist in Erlhammer geboren.